# أرون ترافيس
أرون ترافيس (بالإنجليزية: Aaron Travis)‏ (28 مارس 1890 بمانشستر في المملكة المتحدة - 1 يناير 1966) هو لاعب كرة قدم بريطاني (وحمل سابقاً جنسية المملكة المتحدة لبريطانيا العظمى وأيرلندا) في مركز الهجوم. لعب مع مانشستر يونايتد ونادي ترانمير روفرز لكرة القدم ونورويتش سيتي وأشتون يونايتد ودارلينجتون إف سى.